# Čenkovce
Čenkovce este o comună slovacă, aflată în districtul Dunajská Streda din regiunea Trnava. Localitatea se află la altitudinea de 123 m deasupra n.m., se întinde pe o suprafață de 11,57 km2 și în 2017 număra 1.086 de locuitori.

## Istoric
Localitatea Čenkovce este atestată documentar din 1240.

## Demografie
| An:                | 1994 | 2004   | 2014    | 2024   |
| ------------------ | ---- | ------ | ------- | ------ |
| Număr de persoane: | 855  | 821    | 1066    | 1095   |
| Diferență:         |      | −3,97% | +29,84% | +2,72% |

| An:                | 2023 | 2024   |
| ------------------ | ---- | ------ |
| Număr de persoane: | 1097 | 1095   |
| Diferență:         |      | −0,18% |